# Selaginella utahensis
Selaginella utahensis là một loài dương xỉ trong họ Selaginellaceae. Loài này được Flowers mô tả khoa học đầu tiên năm 1949.